# Walter Sutherland
Pour les articles homonymes, voir Sutherland.
Walter Sutherland est le dernier locuteur connu du norne, une langue scandinave qui était parlée jadis dans le Caithness, les Orcades et les Shetland, en Écosse. 
Mentionné par le linguiste féroïen Jakob Jakobsen, Walter Sutherland naquit sur l'île d'Unst, dans les Shetland, et vécut toute sa vie dans le village de Skaw (en), dans le cottage appelé The Haa, l'habitation la plus septentrionale du Royaume-Uni. Il mourut vers 1850.